# ادبیات اسپرانتو

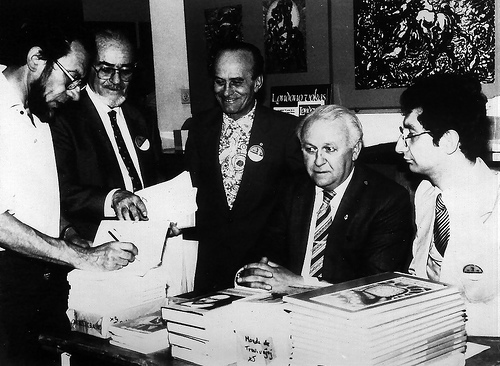
ویلیام الد

اسپرانتو به لحاظ قدرت و غنای ادبی و علمی خود، در ترجمهٔ وفادار و نزدیک به اصل آثار گوناگون از توانائی ویژه‌ای برخوردار است. ترجمهٔ هزاران اثر ادبی و علمی مشهور جهان به زبان اسپرانتو - از جمله آثار حافظ، خیام، شکسپیر، گوته، تالکین، و … - اثباتی قانع‌کننده بر این امر است. جدای از ادبیات ترجمه‌ای، اسپرانتو از ادبیات اصیل خود نیز بهره‌مند است. وجود هزاران شعر و کتاب ادبی و علمی که به‌دستِ نویسندگان اسپرانتوزبان در سراسر جهان نوشته و منتشر شده‌است، به خوبی گویای این پدیدهٔ جالب است. به عنوان مثال، ویلیام الد که نویسنده و شاعر توانایی در زبان اسپرانتو است، تاکنون چندین بار نامزد دریافت جایزهٔ ادبی نوبل شده‌است.